# 八神蓮
八神 蓮（やがみ れん、1985年12月14日 - ）は、日本の俳優。愛知県岡崎市出身。ルビーパレード所属。
元PureBoysメンバー。愛称は、王子。身長183cm。

## 略歴
岡崎市立六名小学校出身。大学の建築学科に通っていたが、「休学して海外に行く」と言い出した友人の影響を受けて自身も休学、「まず愛知を離れよう」と思い上京する。その翌日に事務所のマネージャーからスカウトを受けた。大学は後に退学している。
2006年、『ミュージカル・テニスの王子様』幸村精市役でデビュー。
『ミュージカル・テニスの王子様』オーディションの際、あまりに見た目が幸村だという理由で起用。
しかし当時、幸村精市は原作に殆ど出ておらず、登壇予定は未定であったが、
幸村を出演させるきっかけとなった。
2007年6月、男性俳優7人組ユニットPureBOYSのメンバーとなる。リーダーの南圭介とともに2012年10月の解散時まで在籍。シングル「サイケなハート」のセンターや、舞台『汚れた靴』の主演格を務めるなど中心メンバーのひとりであった。
2008年公開の『トリコン!!! triple complex』で映画初主演。2009年1月、『執事喫茶にお帰りなさいませ』で連続ドラマ初主演となる。

## 人物
趣味はHOT WHEELS（アメリカのミニカーブランド）の収集、バスケットボール。特技はビリヤード、スノーボード。「恐竜の名前が分かる」という特技もあり、アニマルプラネットが実施した「恐竜検定」に合格した。
大学在学中に色彩検定2級を取得している。
愛称の「王子」は、『ミュージカル・テニスの王子様』のオーディションの際、私服のナポレオンジャケットを着た姿を見た審査員たちがそう呼び始めたことから広まった。2008年6月に『明石家さんちゃんねる』のコーナー「イケメンパラダイス学園」に出演した際、明石家さんまや河本準一から「王子」と呼ばれながらも「王子というキャラクターを演じ切れていない」という扱いを受け、勝ち残り形式のコーナーで4週連続出演の最多出演者となった。放送の中でさんまにブログについて触れられ、その日のブログのコメント数が2000件を超えたことがあった。

## 作品
※PureBoys関連作品は該当頁参照

### アルバム
- ミュージカル・テニスの王子様 ベストアクターズシリーズ009 兼崎健太郎as真田弦一郎＆八神蓮as幸村精市（2007年12月、インデックスミュージック）
- トリコン!!! triple complex オリジナルサウンドトラック（2008年2月、プレシディオ）
- 神様はじめました THE MUSICAL♪ キャラクターソングCD（2015年3月、アルテメイト）

### 映像作品
イメージDVD
- with you（2007年8月、スタジオワープ）
- DVDプリンスシリーズ「Be Crazy」（2008年3月、学習研究社）
- メンズ.ドーガ 〜齋藤ヤスカ、馬場徹、八神蓮〜（2008年6月、ジェネオン・エンタテインメント）
- Holiday（2010年4月、Air-Homme）

メイキング・バラエティ等
- トリコン!!! triple complex メイキング 八神蓮（2008年1月、プレシディオ）
- キラキラACTORS TV 八神蓮・秋山真太郎（2009年3月、ポニーキャニオン）
- さんた亭クロースがやって来た! 八神蓮（2009年5月、ポニーキャニオン）
- ハッピーレシピ! 〜美男たちの昼下がり〜（2011年11月、アルバトロス）
- ハッピーレシピII 男子!チューボーに入ります!（2012年8月、アルバトロス）

### 舞台
- 劇団たいしゅう小説家 present's
  - Liquid（2021年）作・演出[12]
  - 人生交換（2022年）脚本・演出[13]

## 出演

### テレビドラマ
- 東京ゴースト・トリップ（2008年4月 - 6月、TOKYO MX） - 乾宗和 役
- ごくせん 第3シリーズ 第9話（2008年6月14日、日本テレビ） - 芝山 役
- シバトラ 第1話（2008年7月8日、フジテレビ）
- 執事喫茶にお帰りなさいませ（2009年1月 - 3月、MBS） - 小田切 役
- ゴッドハンド輝（2009年4月 - 5月、TBS） - 乃木邦彦 役
- ブザー・ビート〜崖っぷちのヒーロー〜 第7話（2009年8月24日、フジテレビ）
- 交渉人〜THE NEGOTIATOR〜2（2009年10月 - 12月、テレビ朝日） - 王子隼人 役
- 俺たちは天使だ! NO ANGEL NO LUCK - 3D - 第8話（2009年11月25日、テレビ東京）
- サラリーマン金太郎2（2010年1月 - 3月、テレビ朝日） - 工藤晃 役
- 同窓会〜ラブ・アゲイン症候群（2010年4月 - 6月、テレビ朝日） - 竹原俊太 役
- チーム・バチスタ2 ジェネラル・ルージュの凱旋 第7話（2010年5月18日、フジテレビ） - 勅使河原聖也 役
- 崖っぷちのエリー〜この世でいちばん大事な「カネ」の話（2010年7月 - 9月、朝日放送） - 矢野哲哉 役
- うぬぼれ刑事 最終話（2010年9月17日、TBS） - 小林 役
- 外交官 黒田康作（2011年1月 - 3月、フジテレビ） - 柏田勉 役
- 悪党〜重犯罪捜査班（2011年1月 - 3月、朝日放送） - 津上譲司 役
- ランナウェイ〜愛する君のために（2011年10月 - 12月、TBS） - 小西誠一郎 役
- 最後から二番目の恋 第6話・7話（2012年2月16日・23日、フジテレビ） - 村上文也 役
- 白戸修の事件簿 第5話・6話（2012年2月24日・3月2日、TBS） - 山村靖男 役
- クロヒョウ2 龍が如く 阿修羅編（2012年4月 - 6月、MBS） - 坂本信司 役
- 世にも奇妙な物語 2012年 春の特別編 「家族（仮）」（2012年4月21日、フジテレビ） - ADの男 役
- 東野圭吾ミステリーズ 第2話「犯人のいない殺人の夜」（2012年7月12日、フジテレビ） - 岸田正樹 役
- 匿名探偵（2012年10月 - 12月、テレビ朝日） - 成田 忠 役
- BADBOYS J（2013年4月 - 6月、日本テレビ） - 桜木裕介 役
- 潔子爛漫〜きよこらんまん〜（2013年9月 - 10月、東海テレビ） - 渋澤清太郎 役
- ドラマスペシャル 事件救命医〜IMATの奇跡〜（2013年10月6日、テレビ朝日） - 城下 役
- 福岡恋愛白書9 月と太陽を見上げて（2014年3月21日、九州朝日放送） - 矢野卓也 役
- ST 赤と白の捜査ファイル 第3話（2014年7月30日、日本テレビ）
- 仮面ライダードライブ 第41・42話（2015年8月9日・16日、テレビ朝日） - 五十嵐一也 役
- ホテルコンシェルジュ 第7話（2015年8月18日、TBS） - 倉田直樹 役
- 青春探偵ハルヤ〜大人の悪を許さない!〜 第7話（2015年11月26日、読売テレビ・日本テレビ） - 青木 役
- ダマシバナシ（2015年12月20日、日本テレビ） - 大樹 役
- 男と女のミステリー時代劇 第7話「婿入り試験」（2016年7月5日、BSジャパン） - 橋本善三郎 役
- AKBラブナイト 恋工場 第25話「劇愛」（2016年7月20日、テレビ朝日）
- そして、誰もいなくなった 第5話（2016年8月14日、日本テレビ）
- 月曜名作劇場 信濃のコロンボ4（2017年4月24日、TBS） - 谷田幸雄 役
- 山本周五郎時代劇 武士の魂 第8話「茶摘みは八十八夜から始まる」（2017年7月11日、BSジャパン） - 長尾平三郎 役
- 高嶺の花 第3話（2018年7月25日、日本テレビ）
- Re:フォロワー 第6話 - 第8話（2019年11月10日 - 24日、朝日放送テレビ） - 八巻入水 役
- 刑事7人 Season8（2022年） - 巻乃竜也 役
- 私の知らない私 第5話（2025年2月6日、読売テレビ・日本テレビ） - 緒方 役[14]

### 舞台
- ミュージカル・テニスの王子様（2006年 - 2008年） - 幸村精市 役
  - Absolute King 立海 feat.六角 〜First Service〜
  - Dream Live 4th
  - Absolute King 立海 feat.六角 〜Second Service〜
  - Progressive Match 比嘉 feat.立海
  - Dream Live 5th
- 7Cheers! 〜翔べ!自分という大地から!〜（2007年10月、博品館劇場） - 金城蓮兵 役
- 体感季節（2007年11月、東京芸術劇場） - 海老原和樹 役
- メモリーズ3 〜サード・オファー〜（2008年3月 - 4月、シアターサンモール） - テディ博士 役
- THE☆どツボッ!!（2008年7月、東京芸術劇場） - 黒板貴志 役
- 7Dummy's Blues.（2008年8月、青山円形劇場）
- イタズラなKiss 〜恋の味方の学園伝説〜（2008年11月 - 12月、シアターサンモール） - 入江直樹 役
- K（2009年2月 - 3月、赤坂ACTシアター/新神戸オリエンタル劇場） - 向田ケニー邦秋 役
- 朗読劇「苦情の手紙」（2009年5月19日、博品館劇場）
- 7Color Candles 〜セブン・カラー・キャンドルズ〜（2009年6月、サンシャイン劇場） - 郷田 役
- 7Guys Gone 〜七つの心の忘れもの〜（2010年4月、シアターサンモール） - 丸若健吉 役
- 熱風EVOLUTION 〜extra story of 天使の涙〜（2010年11月、シアター711） - 広行/HIRO 役
- CRASH POTION 〜コーポ・ゴーストの秘密〜（2011年3月 - 4月、MAKOTOシアター銀座） - 凛太郎 役
- 新・日ノ丸レストラン（2011年4月、あうるすぽっと） - 先生（榊大佐） 役
- 袋のねずみ番外編・道（2011年7月、俳優座劇場）※ゲスト出演
- in the blue（2011年8月、スペース107）※ゲスト出演
- コカンセツ! 〜再演（2011年9月、天王洲 銀河劇場）※ゲスト出演
- 汚れた靴（2011年12月、恵比寿エコー劇場） - 布袋貫太郎 役
- 本格文學朗読劇 極上文學「銀河鉄道の夜」（2012年8月、シアターサンモール） - カムパネルラ 役
- STRAIGHT ROCK PLAY 「4STRIKE」（2013年10月、新宿FACE）※ゲスト出演
- The ghost≠You-Re:i（2012年11月、シアターサンモール） - 冴木田憂 役
- 朗読劇 しっぽのなかまたち（2012年12月、全労済ホール スペース・ゼロ）
- 熱帯男子（2013年2月、全労済ホール スペース・ゼロ） - 喜八 役
- STAGE×12 vol.1 ココカラ（2013年4月、赤坂GENKI劇場）
- 朗読劇 しっぽのなかまたち2（2013年4月、恵比寿エコー劇場）
- 新・贋作水滸伝 -Heroes-（2013年5月、あうるすぽっと） - 九紋龍史進　役
- 異聞天狼伝〜會津新撰組残党記（2013年9月、全労済ホールスペース・ゼロ） - 斎藤一 役※ゲスト出演
- モグラのヒカリ（2013年10月、中野劇場MOMO） - 後藤　役
- 朗読劇 しっぽのなかまたち3（2013年11月、天王洲銀河劇場）
- トラベルモード〜ダルタニャンと三銃士にちなむ知られざる秘話（2014年3月、紀伊國屋サザンシアター）
- まほろばかなた－長州志士の目指した場所－（2014年4月、天王洲銀河劇場） - 桂小五郎 役
- 舞台「戦国BASARA3」-咎狂わし絆-（2014年4月 - 5月、EX THEATER ROPPONGI/中日劇場/シアターBRAVA!） - 長曾我部元親 役
- ぶっ壊したい世界（2014年7月、紀伊國屋ホール）
- マルガリータ -戦国の天使たち-（2014年9月27日 - 10月5日、EX THEATER ROPPONGI） - 大村喜前 役
- ダンガンロンパ THE STAGE（2014年10月29日 - 11月3日、日本青年館） - 大和田紋土 役
- 聖★明治座　るの祭典 〜あんまりカブると怒られちゃうよ（2014年12月19日 - 23日、明治座） - 菅原道真 役（平方元基とのWキャスト）
- WILD HALF―奇跡の確率―（2015年1月15日 - 18日、六行会ホール） - サルサ 役
- あしたのおもひで（2015年2月、新宿村LIVE）※日替わりゲスト
- 神様はじめました THE MUSICAL♪ - 巴衛 役
  - 初演（2015年3月21日 - 29日、東京芸術劇場 プレイハウス）
  - 2016（2016年1月、AiiA 2.5 Theater Tokyo）[15]
- ベニバラ兎団「SIX DAYS」（2015年4月22日 - 26日、シアターサンモール） - カール・デーニッツ 役
- 朗読劇　美男子劇場（2015年5月、築地ブディストホール）
- Sunset Moon〜茜色の刻〜（2015年7月14日 - 20日、シアター711）
- 銀岩塩 VOL.1 『ジアース アート ネオライン 神聖創造物』～その老人は 誰よりも 若かった～(2015年12月31日、本多劇場)※日替わりゲスト
- 攻殻機動隊ARISE：GHOST is ALIVE（2015年11月5日 - 15日、東京芸術劇場 プレイハウス） - バトー 役
- 朗読劇「雲は湧き、光あふれて」（2016年4月1日・2日）※日替わりメインキャスト[16]
- つかこうへい七回忌追悼特別公演「リング・リング・リング 2016」（2016年6月23日 - 30日、全労済ホール スペース・ゼロ）
- 八神蓮10周年記念舞台「泪橋ディンドン・バンド」（2016年8月10日 - 14日、銀座博品館劇場）
- 諸君喝采を！喜劇は終わった『英雄の運命』（2016年9月17日 - 19日、よみうり大手町ホール） - 養子カール 役
- 剣豪将軍義輝〜戦国に輝く清爽の星〜（2016年12月8日 - 14日、EXシアター六本木） - 鬼若 役
- PREMIUM 3D MUSICAL『英雄伝説 閃の軌跡』（2017年1月8日 - 15日、Zeppブルーシアター六本木） - ルーファス・アルバレア 役※3D映像出演
- もっと歴史を深く知りたくなるシリーズ「歴タメLive～歴史好きのエンターテイナー大集合～」（2017年7月27日 - 29日、YAMANO HALL）
- RP★THEATER vol.2『泪橋ディンドンバンド～傷だらけの夕陽～』（2017年11月4日 - 12日、銀座博品館劇場）
- 暁の帝～壬申の乱編～（2018年6月27日 - 7月1日、シアターグリーン） - 中大兄皇子 役[17]
- 真・三國無双 赤壁の戦い（2019年2月7日 - 17日、シアター1010） - 諸葛亮 役[18]
- 桃山ビート・トライブ～再び、傾かん～（2019年6月 - 7月、EX THEATER ROPPONGI/京都劇場） - 豊臣秀次 役[19]
- 舞台 かげぜん（2020年1月22日 - 26日、紀伊國屋ホール / 1月29日、兵庫県立芸術文化センター 阪急中ホール）
- 舞台「夜明け～spirit～」（2020年2月19日、ウッディシアター中目黒） - ゲスト出演
- イケメン王子 美女と野獣の最後の恋 THE STAGE ～Baest Leon～（2020年12月24日 - 27日、シアター1010） - シュヴァリエ＝ミシェーレ 役[20]
- ミュージカル『青春-AOHARU-鉄道』 - 山陽新幹線 役
  - ミュージカル『青春-AOHARU-鉄道』4～九州遠征異常あり～（2021年2月14日 - 28日、天王洲銀河劇場）[21]
  - ミュージカル『青春-AOHARU-鉄道』～誰が為にのぞみは走る～（2022年8月18日 - 28日、品川プリンスホテル ステラボール）[22]
  - ミュージカル『青春-AOHARU-鉄道』5～鉄路にラブソングを～（2023年6月15日 - 25日、天王洲 銀河劇場 / 6月30日 - 7月2日、AiiA 2.5 Theater Kobe）[23]
  - ミュージカル『青春-AOHARU-鉄道』6～ハッピーレール大作戦～ (2024年7月4日 - 5日、天王洲 銀河劇場 / 7月19日 - 21日 AiiA 2.5 Theater Kobe)
  - ミュージカル『青春-AOHARU-鉄道』コンサート Rails Live 2025（2025年11月22日 - 24日〈予定〉、TACHIKAWA STAGE GARDEN）[24]
- 舞台「One Night Butterfly」（2021年8月12日 - 15日、有楽町よみうりホール）[25]
- 夏の夜の夢（2021年12月18日・19日、名古屋市芸術創造センター / 12月22日 - 26日、東京芸術劇場 シアターイースト） - オーベロン 役[26]
- パダラマ・ジュグラマ（2022年2月13日 - 20日、Mixalive TOKYO Theater Mixa）[27]
- イケメンシリーズ THE STAGE～世界を駆けて、祝祭を～（2022年9月24日 - 28日、シアター1010） - シュヴァリエ＝ミシェーレ 役[28]
- 舞台「新選組始末記」（2022年11月11日 - 20日、ヒューリックホール東京） - 松平容保 役[29]
- ステージ『エロイカより愛をこめて』（2023年5月11日 - 14日、渋谷区文化総合センター大和田 さくらホール） - 白クマ 役[30]
- トレンディは突然に（2023年7月14日、シアターサンモール） - 日替わりゲスト[31]
- 朗読劇「変な家」（2023年7月29日、シアター1010）[32]
- "STRAYDOG" 30th Anniversary Produce『嫌われ松子の一生』（2023年11月29日 - 12月3日、シアターグリーン BIG TREE THEATER） - 龍洋一 役[33]
- Homecoming Party『START』（2024年3月24日、品川プリンスホテル クラブeX）※ゲスト出演[34]
- ドラマシアター『図書館の子』（2024年5月30日、シアターΧ）※ゲスト出演[35]
- 舞台「理系が恋に落ちたので証明してみた。」（2024年9月12日 - 16日、こくみん共済 coop ホール/スペース・ゼロ） - 池田教授 役[36]
- mucho produce vol.2 舞台「悲しい時には羊のうたを」（2025年2月14日 - 23日、新宿村LIVE）[37]
- 舞台「スタンドマイヒーローズ」（2025年9月3日 - 14日〈予定〉、シアターサンモール） - 九条壮馬 役[38]

### 映画
- トリコン!!! triple complex（2008年） - ジャック 役（トリプル主演）
- トリコン!!!リターンズ（2008年） - ジャック 役（トリプル主演）
- 第2写真部!!（2009年） - 主演・嘉山晃 役
- アニと僕の夫婦喧嘩（2009年） - 主演・黒須讃汰 役
- だから俺達は、朝を待っていた（公開無期延期作品[注 1]） - 柿ノ木剛 役
- 交渉人 THE MOVIE タイムリミット高度10,000mの頭脳戦（2010年） - 王子隼人 役
- 月と嘘と殺人（2010年） - 主演・相田省吾 役
- 縁切り村〜デッド・エンド・サバイバル〜（2011年） - 大崎一樹 役
- アノソラノアオ（2012年） - 衛藤凪音 役
- 幕末奇譚 SHINSEN5 〜剣豪降臨〜（2013年） - 藤堂平助 役
- 夜明け前 朝焼け中（2013年） - 石田亮 役
- 『幕末奇譚 SHINSEN5弐 〜風雲伊賀越え〜』（2013年） - 藤堂平助 役
- BAR神風〜誤魔化しドライブ〜（2015年4月公開） - 武田裕也 役
- クロノゲイザー（2017年8月公開）
- 阿修羅少女〜BLOOD-C異聞〜（2017年8月公開） - 高城 役
- BLOOD-CLUB DOLLS1（2018年10月公開） - 曽我部 役
- BLOOD-CLUB DOLLS2（2020年7月公開） - 曽我部 役
- 超伝合体ゴッドヒコザ（2022年8月公開） - 主演・大久保忠雄 役

### その他のテレビ番組
- ナイトマーケット（2009年2月、TBSワンセグ専用放送通販番組） - メインナビゲーター及び番組内ドラマ出演・譲二 役
- 夜明けのマルシェ（2009年7月 - 8月、日本テレビ）
- PureBoys The Pure（2009年10月10日 - 12月19日、BSフジ）
- 戦国鍋TV 〜なんとなく歴史が学べる映像〜「戦国サポートセンター2」（2011年1月 - 9月、テレビ神奈川ほか） - 角隈石宗 役
- MADE IN BS JAPAN（2011年4月 - 10月、BSジャパン） - Pure Boysとして木曜レギュラー
- こいたび（2014年5月、LaLaTV）
- モテ福（2014年夏、テレビ埼玉） - バッドコミュニケーション八神 役
- ○○万円あったら××できるでしょ？〜イケメン大図鑑 監修 鈴木 拓〜（2015年6月7日（前編）・21日（後編）、テレ朝チャンネル）
- 猫のひたいほどワイド（2016年4月4日 - 2019年3月25日、テレビ神奈川） - 月曜MC
- 夜な夜なBACHELOR飯（2018年10月28日 - 、テレビ神奈川）[40]

### ネット配信
- ブギウギ★Night（2010年12月27日 - 、ニコニコ生放送） - Kimeru、加藤和樹とともにレギュラー出演
- TS ONE「2.5次元男子放送部」（2017年4月10日）パーソナリティー
- 八神蓮&安里勇哉のMエッグ!!（2011年10月2日 - 6月、あっ!とおどろく放送局） - 安里勇哉とともにレギュラー出演
- 八神蓮&安里勇哉のオンパレード（2012年7月 - 12月、あっ!とおどろく放送局） ※上記番組より改題
- 〜男女追求バラエティ〜妖しきボロ酔いの館（2013年4月 - 6月、アメーバスタジオ） - 一代目クールマン（サブMC）
- DMMライブトーク「八神滝口のBAR」（2013年8月 - 12月）
- DMMライブトーク「ヤガミナミ☆のBAR」（2014年1月 - 2月） ※上記番組の後継（出演者交代 滝口幸広→南圭介）
- キャストサイズチャンネル「ヤガミナミ☆のBAR」（2014年6月 - 2015年12月、ニコニコ生放送） ※上記番組の後継（MCにKeiZiroが加わる）
- キャストサイズチャンネル ｢八神蓮のドライブしようぜ｣（2018年6月 - 、ニコニコ生放送）

## 書籍

### 写真集
- Bloom（2007年6月、スタジオワープ）
- 風の音（2007年9月、スタジオワープ）
- プリンスシリーズ「Be Crazy」（2008年2月、学習研究社）
- Prisoner No.8（2010年2月、音楽専科社）
- 恋 -Ren-（2012年7月、講談社）